# Georges-Olivier Châteaureynaud
Georges-Olivier Châteaureynaud (París, 1947) es un escritor francés.

## Biografía
Georges-Olivier Châteaureynaud nació en París en 1947. Sus padres se divorciaron y el niño pasó su infancia con su madre, en un piso pequeñito de la capital, y luego en las afueras. Su niñez fue marcada por la precariedad – los problemas de alojamiento en aquellos años de posguerra – y la depresión de su madre. En el abuelo, que trabajaba en un Ministerio, encontró la figura paterna. Con los abuelos, los tíos, los primos, pasaba las vacaciones en la región de Bretaña. El lector encuentra estos elementos biográficos en muchos textos de Châteaureynaud, siempre pasados al filtro de la ficción. No se debe considerar su obra como autobiográfica.
En los años setenta, con su amigo Hubert Haddad, funda revistas literarias, que deciden definitivamente de su compromiso literario. En 1973 se publica Le Fou dans la chaloupe, en la editorial Grasset, y en 1974 Les Messagers, novela que recibe el premio de las Nouvelles Littéraires. Hasta recibir el prestigioso premio Renaudot en 1982 con la novela La Faculté des songes, Châteaureynaud ejerce varios empleos, de obrero en una sociedad camionera a bibliotecario. En aquellos años, no deja de escribir.
Georges-Olivier Châteaureynaud fue presidente de la Société des Gens de Lettres de 2000 a 2002. Hoy, sigue siendo administrador de esta institución. Es jurado en numerosos premios literarios. Desde 2010, es secretario general del jurado del premio Renaudot.

## Su obra
La obra de Châteaureynaud es importante: nueve novelas, y unos cien cuentos publicados hasta hoy. De su obra se desprendre un universo muy personal, y poético. Los textos, las más veces calificados de « fantásticos », se relacionan más bien con el ámbito onírico. Ni « gore» ni sangrientas, sus historias revelan una visión particular del mundo y de la sociedad, muy alejada de la crítica social o de la autoficción. Desgraciadamente, hasta ahora, no se publicó nada importante de él en castellano. Su obra se puede comparar con la de Cortázar o Kafka. 
Participó en el renacimiento de la novela corta (o cuento) en Francia, en los años setenta y pertenece al grupo literario La Nouvelle Fiction (La Nueva Ficción), movimiento que se desarrolló a partir de los años noventa alrededor del escritor Frédérick Tristan.

## A propósito de su obra
- Christine Bini, Le Marbre et la Brume : L'univers littéraire de Georges-Olivier Châteaureynaud, Alphée, 2010